# 第27回フロリダ映画批評家協会賞
27th FFCC Awards

2022年12月22日

作品賞:

エブリシング・エブリウェア・オール・アット・ワンス
第27回フロリダ映画批評家協会賞（だい27かいフロリダえいがひひょうかきょうかいしょう、27th Florida Film Critics Circle Awards）は、2022年の映画を対象とした映画賞であり、2022年12月22日に受賞者が発表された。同月14日にノミネート作品が発表され、『エブリシング・エブリウェア・オール・アット・ワンス』は最多となる11部門にノミネートされた。

## 受賞一覧
| 作品賞 | 監督賞 |
| --- | --- |
| エブリシング・エブリウェア・オール・アット・ワンス - 次点：別れる決心 - aftersun/アフターサン - フェイブルマンズ - TAR/ター | パク・チャヌク - 別れる決心 - スティーヴン・スピルバーグ - フェイブルマンズ - トッド・フィールド - TAR/ター - ダニエル・クワン&ダニエル・シャイナート - エブリシング・エブリウェア・オール・アット・ワンス - シャーロット・ウェルズ - aftersun/アフターサン |
| 主演男優賞 | 主演女優賞 |
| コリン・ファレル - イニシェリン島の精霊：パードリック - 次点：ブレンダン・フレイザー - ザ・ホエール：チャーリー - 次点：パク・ヘイル - 別れる決心：ヤン - オースティン・バトラー - エルヴィス：エルヴィス・プレスリー - ポール・メスカル - aftersun/アフターサン：ピーターソン                                | ケイト・ブランシェット - TAR/ター：リディア・ター - 次点：タン・ウェイ - 別れる決心：ソン - ダニエル・デッドワイラー - ティル：メイミー・ティル - ミシェル・ウィリアムズ - フェイブルマンズ：ミッツィ・シルドクラウト＝フェイブルマン - ミシェル・ヨー - エブリシング・エブリウェア・オール・アット・ワンス：エヴリン・ワン・クワン                                                           |
| 助演男優賞 | 助演女優賞 |
| キー・ホイ・クァン - エブリシング・エブリウェア・オール・アット・ワンス：ウェイモンド・ワン - 次点：ポール・ダノ - フェイブルマンズ：バート・フェイブルマン - ブレンダン・グリーソン - イニシェリン島の精霊：コルム                                                                                           | ジェシー・バックリー - ウーマン・トーキング 私たちの選択：マリシェ ニーナ・ホス - TAR/ター：シャロン・グッドナウ - ケリー・コンドン - イニシェリン島の精霊：シボーン - ジェイミー・リー・カーティス - エブリシング・エブリウェア・オール・アット・ワンス：ディアドラ・ボーベアドラ - ステファニー・スー - エブリシング・エブリウェア・オール・アット・ワンス：ジョイ・ワン / ジョブ・トゥパキ |
| 脚本賞 | 脚色賞 |
| パク・チャヌク、チョン・ソギョン - 別れる決心 - 次点：ダニエル・クワン&ダニエル・シャイナート - エブリシング・エブリウェア・オール・アット・ワンス - R次点：マーティン・マクドナー - イニシェリン島の精霊 - トッド・フィールド - TAR/ター - スティーヴン・スピルバーグ、トニー・クシュナー - フェイブルマンズ | サラ・ポーリー - ウーマン・トーキング 私たちの選択 - 次点：レベッカ・レンキェヴィッチ - SHE SAID/シー・セッド その名を暴け - 次点：ジョージ・ミラー、オーガスタ・ゴア - アラビアンナイト 三千年の願い - ギレルモ・デル・トロ、マシュー・ロビンス、グリス・グリムリー、パトリック・マクヘイル - ギレルモ・デル・トロのピノッキオ - ライアン・ジョンソン - ナイブズ・アウト: グラス・オニオン   |
| アニメ映画賞 | ドキュメンタリー映画賞 |
| 私ときどきレッサーパンダ - ギレルモ・デル・トロのピノッキオ - 犬王 - マルセル 靴をはいた小さな貝 | All the Beauty and the Bloodshed - クロティルダの子孫たち -最後の奴隷船を探して- - ファイアー・オブ・ラブ 火山に人生を捧げた夫婦 - おやすみ オポチュニティ - デヴィッド・ボウイ ムーンエイジ・デイドリーム |
| 国際映画賞 | アンサンブル賞 |
| 別れる決心 - Un monde - RRR - サントメール ある被告 | エブリシング・エブリウェア・オール・アット・ワンス - 次点：バビロン - イニシェリン島の精霊 - フェイブルマンズ |
| 美術監督/プロダクションデザイン賞 | 撮影賞 |
| バビロン - 次点：クライムズ・オブ・ザ・フューチャー - エルヴィス - RRR | キム・ジヨン - 別れる決心 - 次点：クラウディオ・ミランダ - トップガン マーヴェリック - ロジャー・ディーキンス - エンパイア・オブ・ライト - ヤヌス・カミンスキー - フェイブルマンズ |
| 作曲賞 | 視覚効果賞 |
| ジャスティン・ハーウィッツ - バビロン - 次点：マイケル・エイブルズ - NOPE/ノープ - 次点：トレント・レズナー、アッティカス・ロス - エンパイア・オブ・ライト - サン・ラックス - エブリシング・エブリウェア・オール・アット・ワンス - ジョン・ウィリアムズ - フェイブルマンズ                                    | アバター:ウェイ・オブ・ウォーター - 次点：NOPE/ノープ - ドクター・ストレンジ/マルチバース・オブ・マッドネス - エブリシング・エブリウェア・オール・アット・ワンス - トップガン マーヴェリック |
| 新人監督賞 | ブレイクアウト賞 |
| シャーロット・ウェルズ - aftersun/アフターサン - 次点：ジョン・パットン・フォード - エミリー・ザ・クリミナル - ライラ・ノイゲバウアー - その道の向こうに - ゴラン・ストレフスキ - You Won't Be Alone | オースティン・バトラー - エルヴィス：エルヴィス・プレスリー - 次点：フランキー・コリオ - aftersun/アフターサン：ソフィー・ピーターソン - アンナ・コブ - We're All Going to the World's Fair：ケーシー - ステファニー・スー - エブリシング・エブリウェア・オール・アット・ワンス：ジョイ・ワン / ジョブ・トゥパキ                                                                              |
| ゴールデン・オレンジ | |
| オンディ・ティモネル、ポーク・シアター | |